# 叔仲惠伯
叔仲惠伯（？—前609年），姬姓，叔仲氏，名彭生，谥惠，又被称为叔彭生、叔仲彭生，春秋时代鲁国人，是叔牙的孙子，武仲休的长子。鲁文公时，叔仲惠伯为卿，同时担任太子恶的师傅。

## 生平
前620年，孟穆伯前去莒国结盟，同时为堂兄弟东门襄仲娶妻，孟穆伯看到莒女很美丽，就自己娶了她。东门襄仲打算进攻孟穆伯，鲁文公准备答应他的请求。叔仲惠伯告诉鲁文公战争起于内部叫做乱，起于外部叫做寇。寇尚且伤人，乱就是自己打自己了。现在臣下作乱而国君不禁止，如果因此引起了外部敌人的进攻，将无法收场。鲁文公便阻止东门襄仲的进攻，叔仲惠伯给孟穆伯和东门襄仲做调解，让襄仲不娶莒女，孟穆伯则把莒女送回去，重新和好为兄弟，就像当初一样。双方都同意了。
前618年，楚国的鬬越椒前来聘问，手拿礼物显出傲慢的样子。叔仲惠伯预言鬬越椒必然会使若敖氏的宗族灭亡，因为鬬越椒向他的先君表示傲慢，神灵不会降福给他。
前616年，楚国攻打麇国，一直进攻到锡穴，叔仲惠伯在承筐与晋国的上军将郤缺会见，商量对付追随楚国的诸侯。
前613年，鲁文公派使者前去吊邾文公的丧，使者的礼仪不周到。邾国兴师问罪，进攻鲁国南部边境，叔仲惠伯领兵进攻邾国。
前612年，孟穆伯的棺材被送回鲁国，东门襄仲因为孟穆伯最后还是娶了莒女，不想去哭丧，叔仲惠伯认为，办丧事是对待亲人的最后大事。虽不能有一个好的开始，有一个好的终结也是可以的。并引用史佚的话，劝说东门襄仲不要断绝了兄弟亲人之间的友爱，只要自己不丧失道义，就无需怨恨别人。襄仲听了很高兴，带领了兄弟们前去哭丧。
前609年春季，齐懿公下达了进攻鲁国的出兵时间，不久就得了病。医生告诉他过不了秋天就会死去。鲁文公听说了以后，进行了一次占卜，希望齐懿公不到发兵日期就死。叔仲惠伯在占卜前把所要占卜的事致告龟甲，卜楚丘占卜后说得出的结论是：齐懿公不到出兵时间就会死，但不是因为生病；鲁文公也听不到这件事了；致告龟甲的叔仲惠伯有灾祸。不久，鲁文公在二月二十三日这一天去世。
鲁文公去世后，鲁国的正卿东门襄仲和鲁文公的次妃敬嬴勾结，敬嬴之子公子倭年长，东门襄仲欲立他为君，便以太子恶太年幼的理由找叔仲惠伯商量，叔仲惠伯认为让东门襄仲掌权，自己则抱着国君听政，国君年幼也没什么问题，反对立公子倭。这年十月，得到齐惠公同意的东门襄仲杀死了齐女生的公子恶和公子恶的同母弟公子视，又以国君公子恶的名义召见叔仲惠伯。叔仲惠伯的家宰公冉务人告诉叔仲惠伯进宫去必定会死，劝他不要去，叔仲惠伯认为死于国君的命令是可以的。公冉务人告诉他，若是国君的命令，可以死；不是国君的命令，为什么听从？叔仲惠伯不听，进宫而去，东门襄仲把他杀死后埋在马粪当中。公冉务人侍奉叔仲惠伯的妻子儿女出奔到蔡国。不久以后，鲁国又重新立了叔仲氏。

## 子
- 叔仲亥，叔仲带（叔仲昭伯）之父
- 叔仲皮，子柳、子硕之父
- 叔仲衍